# Гудогай (станція)
Гудогай (біл. Гудагай) — прикордонна залізнична станція Мінського відділення Білоруської залізниці на магістральній лінії Мінськ — Вільнюс між станціями Ошмяни (14 км) та Кяна (16 км). Розташована в однойменному селищі Островецького району Гродненської області.  На станції здійснюється прикордонний та митний контроль. 
В середньому за добу через станцію прямує 14-16 вантажних потягів. До станції надходять вантажі для будівництва та обслуговування  Білоруської АЕС Крім того, в сезон звідси відправляють цукровий буряк, мінеральні добрива для місцевих сільгосппідприємств.

## Історія
Станція Гудогай відкрита 1873  року під первинною назвою Слободка (біл. Слабодка).
18 квітня (1) травня 1902 року перейменована на сучасну назву Гудогай.
З 13 вересня 2017 року, в результаті завершення електрифікації лінії на ділянці Молодечно — Гудогай, розпочатий рух потягів на електротязі.

## Пасажирське сполучення
На станції Гудогай зупиняються всі потяги далекого сполучення, що прямують до Адлера, Вільнюса, Калінінграда, Києва, Мінська, Москви, Риги, Санкт-Петербурга) та регіональні потяги економкласу сполученням Гудогай — Молодечно — Мінськ .
З 29 вересня 2018 року через станцію Гудогай прямує потяг формування Укрзалізниці «Чотири столиці» № 31/32 сполученням Київ — Рига.